# Lifted (Lighthouse Family-sang)
 For alternative betydninger, se Lifted (flertydig). (Se også artikler, som begynder med Lifted)
"Lifted" er en sang af den britisk musikduo Lighthouse Family, der blev udgivet på deres debutalbum Ocean Drive (1995). Den blev produceret af Mike Peden og blev udgivet som albummets førstesingle. Den nåede i top 70 i Storbritannien ved udgivelsen, og da den blev udgivet den 29. januar 1996, toppede den som nummer fire på UK Singles Chart og i top 40 i både Østrig, Island og Irland, og den kom også på den canadiske RPM Adult Contemporary chart. I 1999 blev "Lifted" atter genudgivet med et andet single-cover.

## Spor
| - UK CD1 (1995) 1. "Lifted" (Extended Mix) — 4:34 2. "Beautiful Night" — 4:49 3. "Absolutely Everything" — 3:57 4. "Lifted" (7-inch Instrumental) — 4:20 - UK CD2 (1995) 1. "Lifted" (7-inch Version) — 4:22 2. "Lifted" (Rokstone R&B Mix) — 6:39 3. "Lifted" (Rokstone Instrumental) — 6:28 - UK cassette (1995) 1. "Lifted" (7-inch Version) — 4:22 2. "Absolutely Everything" — 3:57 | - UK CD (1996) 1. "Lifted" (7-inch Version) — 4:21 2. "Lifted" (Linslee Extended Mix) — 4:03 3. "Lifted" (Linslee Instrumental) — 4:08 4. "Lifted" (Nostalgia Freaks Dub) — 6:08 - UK cassette (1996) 1. "Lifted" (7-inch Version) — 4:21 2. "Lifted" (Linslee 7-inch Version) — 4:00 |

## Hitlister
| Hitliste(1995)                                   | Højeste placering |
| ------------------------------------------------ | ----------------- |
| Skotland (Official Charts Company)               | 55                |
| Storbritannien Singles (Official Charts Company) | 61                |
| Storbritannien R&B (Official Charts Company)     | 11                |

| Hitliste (1996)                                  | Højeste placering |
| ------------------------------------------------ | ----------------- |
| Østrig (Ö3 Austria Top 40)                       | 36                |
| Canada Adult Contemporary (RPM)                  | 27                |
| Europe (Eurochart Hot 100)                       | 15                |
| Tyskland (Official German Charts)                | 62                |
| Iceland (Íslenski Listinn Topp 40)               | 33                |
| Irland (IRMA)                                    | 15                |
| Holland (Single Top 100)                         | 85                |
| Skotland (Official Charts Company)               | 6                 |
| Storbritannien Singles (Official Charts Company) | 4                 |
| Storbritannien R&B (Official Charts Company)     | 2                 |
| US Dance Singles Sales (Billboard)               | 24                |

| Hitliste (1996)  | Placering |
| ---------------- | --------- |
| UK Singles (OCC) | 56        |